# U města Prahy
Bývalý hostinec U města Prahy se nachází na rohu ulic Litovelské a Svornosti v Olomouci, nedaleko železniční zastávky Olomouc město. Podle hostince dostala název celá budova, které je součástí. 

## Historie
Budova byla vystavěna podle projektu Karla Starého st. z roku 1885, na tehdejším okraji samostatnho městyse a později města Nová Ulice. Její součástí byl hostinec s tanečním sálem, který získal postupně místní název U města Olomouce. Z národnostních důvodů (vzhledem k tomu, že město Olomouc bylo v době přelomu 19. a 20. století převážně německé) byl jeho název změněn na U města Prahy. Změnu názvu nechal iniciovat vlastník objektu František Pechánek, který jej získal v roce 1898. V téže době se podnik stal také centrem české komunity v Olomouci. Divadelní sál sloužil rovněž českým spolkům také i pro různá vystoupení, pro které městské divadlo nemělo pochopení.
Jako centrum české komunity v Olomouci však sloužil dům pouze do roku 1910, kdy hostinec zkrachoval. V dražbě jej odkoupila městská rada Nové Ulice, která jej nechala zrekonstruovat a prodala německému vlastníku. 
Hostinec v přízemí budovy byl v provozu i po druhé světové válce, kdy byl znárodněn. Později byla do přízemí budovy umístěna pobočka pošty. V bývalém sále se nacházelo v letech 1921–2005 kino Lípa, později známé pod názvem Apollo.
Na průčelí se nachází znak někdejšího města Nová Ulice.